# 布莱恩·汤普森 (商人)
布莱恩·罗伯特·汤普森（1974年7月10日—2024年12月4日）是一位美国企業高管。2021年4月至2024年12月期間担任聯合健康保險的执行長，於2024年12月4日清晨在紐約市死於美國醫療保險激進批評者策劃的刺殺行動。

## 生平
汤普森就读于艾奥瓦州朱厄爾章克申當地一所高中，1993年毕业。汤普森1997年毕业于爱荷华大学，主修工商管理和会计专业。1997年至2004年期間，汤普森在普华永道担任审计业务交易咨询服务组经理。2004年，汤普森加入聯合健康保險，担任聯合健康保險政府项目的首席执行官，其中就涉及联合医疗保险以及退休金業務。2021年4月，湯普森成為聯合健康保險的首席执行官。

## 爭議
2021年6月，美國醫院協會（英語：American Hospital Association）發出公開信給湯普森，批評他管理的聯合醫療保險向保戶追討過去的緊急醫療服務給付。根據2024年10月美國參議院常務小組委員會發佈的醫療保險調查報告，聯合健康保險在2019年湯普森成為首席执行官之前，醫療保險的事先授權拒絕理賠率為8%，在其成為首席执行官後的2022年，醫療保險的事先授權拒絕理賠率劇升至22.7%，聯合醫療保險不論是醫療保險或非醫療保險，在湯普森的管理下理賠拒絕率皆兩倍於美國保險產業平均。2024年5月，汤普森因未對外披露美国司法部对聯合健康保險的反垄断调查而被控欺诈和內線交易，並且因此被起诉。

## 被殺
2024年12月4日，汤普森在纽约参加聯合健康保險年度投资者会议。当他前往会议的举办地點时，早上六點四十五分，一名身穿黑色连帽衫、手持手枪的人向他开枪。 汤普森被槍擊後被送往医院，不久院方宣布其身亡。
在現場發現的三枚彈殼上，刻有「delay延遲、deny拒絕以及depose免職」的字樣，被認為是在向美國法學教授Jay M. Feinman批評美國保險產業通過拒絕給付與司法訴訟手段來盈利的知名著作《延遲、拒付及辯護：為什麼保險公司不給付以及你能怎麼做》一書致敬。
嫌疑人於2024年12月10日在賓夕法尼亞州一間麦当劳落網，該男子身上帶有偽造證件、3D列印的槍枝以及三頁的犯案動機宣言。26歲的路易吉·曼焦内，來自馬里蘭州，是一名畢業於賓州大學數學系與電腦科學系的前軟體工程師，目前被控偽造文書、無證攜帶槍枝、篡改文書或身分證明、持有犯罪工具、向執法當局提供虛假身分共5項初步控罪。

### 後續
在湯普森被刺殺逝世後，大量網路使用者在社群媒體上慶祝與嘲諷聯合健康保險首席执行官的死亡，表達他們對聯合健康保險拒絕醫療保險理賠以及美國醫療保險體制的不滿。有觀點認為，每年有68000位美國人因為醫療保險理賠被拒而死，來成就像湯普森這樣的首席执行官成為富豪，人們慶祝他的死亡凸顯了現有體制的失能。
刺殺湯普森的槍手被部份美國人視為罗宾汉般的民間英雄，在紐約市中心的華盛頓廣場公園舉辦了一場模仿蒙面槍手裝扮的競賽，有至少六人扮裝參賽。